# ヤードバード組曲
「ヤードバード組曲」（ヤードバードくみきょく、Yardbird Suite）は、ジャズ・サクソフォーン奏者チャーリー・パーカーが1946年に作曲したビバップのスタンダード曲。ビバップを代表する曲のひとつとされる。
曲名は、パーカーのニックネームだった「ヤードバード」（しばしば単に「バード (Bird)」とも）と、クラシック音楽の用語である組曲を本来の意味からやや離れて用いたものである（これはジャズの楽曲にしばしばあることで、レスター・ヤングの「ミッドナイト・シンフォニー (Midnight Symphony)」やデューク・エリントンの「エボニー・ラプソディ (Ebony Rhapsody)」などの例がある）。この作品は、32小節の AABA形式をとっている。「優美で、ヒップな旋律は、ビバッパーたちのアンセムのようなものとなった」と言われた。

## チャーリー・パーカーによる3件の録音
ボブ・ドローが、自身のアルバム『Yardbird Suite』の再発盤のライナーノーツに記しているように、ファンたちはパーカーの演奏する場所ならどこにでもついて行き、しばしばパーカーの演奏をテープに録音していたが、パーカー自身がこの曲を演奏した商業的録音は3件しか知られていない。そのうち最初の2件は、セプテットの編成でハリウッドのラジオ・レコーダーズにおいて1946年3月28日に録音された。このセッションを監督し、プロデュースしたのはダイアル・レコードのロス・ラッセルであった。アルト・サクソフォーンのパーカー以外のメンバーは、トランペットのマイルス・デイヴィス、テナー・サクソフォーンのラッキー・トンプソン、ピアノのドド・マーマローサ、エレクトリック・ギターのアーヴィン・ギャリソン、ベースのヴィック・マクミラン (Vic McMillan)、ドラムのロイ・ポーターであった。4回のテイクのうち、最後のものがマスターとなり（テイク2と3は失われた）SPレコードのシングルがリリースされた (D 1003)。
この演奏は著作権登録されなかったため、10インチEP盤シングルとして、また1950年代半ば以降は様々なレーベルのLP盤で、ダイアルに残された録音音源を集める形で、またマイルス・デイヴィス関係の音源を集めたアルバムとして再発売がなされた。
知られている3件目の録音は、1947年2月1日にハリウッドのチャック・コウプリー (Chuck Copely) 宅で行われたセッションで、こちらもダイアル・レコードのロス・ラッセルが録音したものである。この録音トラックは、不完全なもので、当日録音された「ララバイ・イン・リズム (Lullaby in Rhythm)」の2つのバージョンと同様に音質に問題があったが、それにもかかわらず、まず1972年に『Lullaby in Rhythm Featuring Charlie Parker』としてスポットライト・レコードからリリースされた。
他にもパーカーがソロでライブ演奏しているものが2件、スリー・デューシズ (Three Deuces) におけるものとオニキス・クラブにおけるものが、いずれもディーン・ベネデッティの録音で残されているが、こちらも価値はない。
チャーリー・パーカー・セプテットによる1946年のマスター録音は、2014年にグラミーの殿堂入りを果たした。

## 他のおもな録音
1947年、オリジナルの録音の翌年、ギル・エヴァンスがこの曲を編曲して、クロード・ソーンヒルと彼の楽団に提供し、アルト・サクソフォーンをリー・コニッツが演奏して同年中に録音がおこなわれた。ビバップ系のミュージシャンでは、アル・ヘイグ、バド・パウエル、マックス・ローチ、ジーン・アモンズがこの曲を演奏、録音した他、1958年にはジェリー・マリガンによるビッグ・バンド向けの編曲でジーン・クルーパが録音を残した。
この曲を取り上げた録音の多くは、チャーリー・パーカーへのトリビュート・アルバムか、1940年代のビバップ革命を讃えるものである（下記に例示したアルバムのタイトルを参照）。ほとんどの解釈は、ビバップやハード・バップのイディオムに従っている。その例外と言えるのは、例えばモダン・ジャズ・カルテットで、彼らはこの曲を室内楽の形式に書き直した（『At Music Inn, Vol 2』1958年）。ジュニア・クックはこの曲を非常に速く演奏し、最後にジョン・コルトレーンからの引用で演奏を締めくくっており、他方でジョー・ロヴァーノは12分にも及ぶ自由に流れるようなバラード風の即興演奏を展開した後、8分の6拍子で速度を上げる。アーチー・シェップやアンソニー・ブラクストンのようなフリー・ジャズ出身のミュージシャンたちも、彼ら以前の前衛を回顧しているが、「チャーリー・パーカーの精神と偶然性の取り込みに敬意を表しながらも、単に過去を再現するわけではない」。

### リスト
- クロード・ソーンヒル、リー・コニッツ - 1947年[12]
- ボブ・ドロー - Devil May Care (1956年)[12]
- ハンプトン・ホーズ - Four (1958年)[12]
- エディ・ジェファーソン（英語版） - Come Along with Me (1969年)[12]
- ジミー・マクグリフ（英語版） - Fly Dude (1972年)[12]
- ジェイ・マクシャン - The Man from Muskogee (1972年)[12]
- フランク・モーガン（英語版） - Yardbird Suite (1988年)[12]
- ジョー・ロヴァーノ - Bird Songs (2010年)[12]